# شهزاده نظرزاده
شهزاده سمرقندی یا شهزاده نظرزاده خبرنگار، گوینده، برنامه‌ساز رادیو، شاعر، داستان‌نویس و وبلاگ‌نویس تاجیک‌تبار ازبکستانی است، که در ۱۳۵۴ خورشیدی در سمرقند، در جمهوری ازبکستانِ اتحاد جماهیر شوروی چشم به جهان گشود. گذشته از دو دفتر شعر،  از او تاکنون سه رمان «سندرُم استکهلم»، «زمین مادران» و «ریگستان» منتشر شده است، که جوایز مختلفی را از آن او کرده‌اند و ستایش منتقدان بسیاری را برانگیخته‌اند. 
انتشار آثار او به علل سیاسی در ازبکستان ممنوع است.
شهزاده سمرقندی هنگامی که به استخدام بخش پارسی بی‌بی‌سی درآمد، ناچار به کوچیدن به اروپا شد و اکنون سال‌ها است، که در آمستردام هلند زندگی می‌کند و از برنامه‌سازان رادیو زمانه است. او مدتی هم در ایران بوده، به زبان‌های روسی، انگلیسی و هلندی هم مسلط است. بخشی از برنامه‌هایی که او تهیه‌شان را بر عهده دارد، به ادبیات، فرهنگ و سیاست در آسیای میانه، به‌ویژه تاجیکستان و ازبکستان می‌پردازد.

## جوایز
شهزاده سمرقندی در سال ۲۰۱۶ میلادی از میان ۱٬۴۰۰ نویسنده از ۴۳ کشور جهان برندۀ جایزۀ بهترین نویسندۀ زن در جشنوارۀ کتاب اوراسیا در لندن شد.